# Номерні знаки штату Алабама
Номерні знаки Алабами видаються Департаментом доходів (ADOR). Штат Алабама вимагає розміщення лише заднього номерного знаку на автомобілі.
Регулярні номерні знаки Алабами мають формати 1А23Б45; 12А34Б5. Кодування здійснюється першими 1-2 цифрами за регіональною ознакою по округах штату. Чинні бланки номерних знаків мають фонове зображення водного краєвиду на тлі хмар. В нижньому рядку розташовується назва штату, в верхньому – гасло : «Милий дім» (Sweet home). Наліпки про сплату щорічних мит розташовуються у верхніх кутах таблички.

## Номерні знаки «особливого інтересу»
Номерні знаки «особливого інтересу» мають власні бланки та формати.

## Регіональне кодування
| Код | Округ або інше           |
| --- | ------------------------ |
| 1   | Джефферсон               |
| 2   | Мобіл                    |
| 3   | Монтґомері               |
| 4   | Отоґа                    |
| 5   | Болдвін                  |
| 6   | Барбур                   |
| 7   | Бібб                     |
| 8   | Блаунт                   |
| 9   | Буллок                   |
| 10  | Батлер                   |
| 11  | Калгун                   |
| 12  | Чемберс                  |
| 13  | Черокі                   |
| 14  | Чилтон                   |
| 15  | Чокто                    |
| 16  | Кларк                    |
| 17  | Клей                     |
| 18  | Клеберн                  |
| 19  | Коффі                    |
| 20  | Колберт                  |
| 21  | Конека                   |
| 22  | Куса                     |
| 23  | Ковінгтон                |
| 24  | Креншо                   |
| 25  | Каллмен                  |
| 26  | Дейл                     |
| 27  | Даллас                   |
| 28  | Декальб                  |
| 29  | Елмор                    |
| 30  | Ескамбія                 |
| 31  | Етова                    |
| 32  | Фаєтт                    |
| 33  | Франклін                 |
| 34  | Женіва                   |
| 35  | Грін                     |
| 36  | Гейл                     |
| 37  | Генрі                    |
| 38  | Х'юстон                  |
| 39  | Джексон                  |
| 40  | Ламар                    |
| 41  | Лодердейл                |
| 42  | Лоуренс                  |
| 43  | Лі                       |
| 44  | Лаймстоун                |
| 45  | Лаундс                   |
| 46  | Мейкон                   |
| 47  | Медісон                  |
| 48  | Маренґо                  |
| 49  | Меріон                   |
| 50  | Маршалл                  |
| 51  | Монро                    |
| 52  | Морґан                   |
| 53  | Перрі                    |
| 54  | Пікенс                   |
| 55  | Пайк                     |
| 56  | Рендолф                  |
| 57  | Расселл                  |
| 58  | Шелбі                    |
| 59  | Сент-Клер                |
| 60  | Самтер                   |
| 61  | Талладіґа                |
| 62  | Таллапуса                |
| 63  | Таскалуса                |
| 64  | Вокер                    |
| 65  | Вашингтон                |
| 66  | Вілкокс                  |
| 67  | Вінстон                  |
| 70  | змінні номерні знаки     |
| 80  | спеціальні номерні знаки |

## Номерні знаки «особливого інтересу»
Номерні знаки «особливого інтересу» мають власні бланки та формати.